# 特里科拉行动
特里科拉行动是印度尼西亞的一項軍事行動，旨在於1961年和1962年奪取和吞併荷蘭的海外領土荷屬新幾內亞。經過談判，荷蘭於1962年8月15日與印度尼西亞簽署了《紐約協定》，放棄了對西新幾內亞的控制權。西新幾內亞被交由聯合國管制，隨後被給予印尼。
特里科拉是印尼語  的簡稱，意為建立人民的三個控制權，所謂的三個原則敘述如下：
1. 不允許巴布亞成功建國（Gagalkan pembentukan Negara Papua）
2. 在西新幾內亞升起紅白旗（Kibarkan bendera Merah Putih di Irian Barat）
3. 為保衛祖國和民族的獨立統一做好總動員準備（Bersiap untuk mobilisasi umum untuk mempertahankan kemerdekaan dan kesatuan tanah air dan bangsa）

1. ↑  . Google Play Books (Yayasan Badan Kontak Keluarga Besar Perintis Irian Barat). 1988: 192  [1 November 2021]. （原始内容存档于2022-06-15） （印度尼西亚语）.
2. ↑  . IsGeschiedenis. 27 April 2016  [2022-07-03]. （原始内容存档于2021-11-17）.